# Щекутьево (Комьянский сельсовет)
Щекутьево — деревня в Грязовецком районе Вологодской области.
Входит в состав Комьянского муниципального образования, с точки зрения административно-территориального деления — в Комьянский сельсовет.
Расстояние по автодороге до районного центра Грязовца — 23,2 км, до центра муниципального образования Хорошево — 7,6 км.
По переписи 2002 года население — 22 человека (11 мужчин, 11 женщин). Всё население — русские.